# Femke Bol
Femke Bol (Amersfoort, 23 de fevereiro de 2000) é um atleta holandesa campeã olímpica e mundial, especializada nos 400 metros com barreiras e nos 400 metros rasos.

## Carreira
Em 2019 foi campeã europeia junior dos 400 m c/ barreiras no Campeonato Europeu Sub-20 de Atletismo, em  Borås, na Suécia. Sem disputar eventos em 2020, todos cancelados por causa da pandemia de Covid-19, em março de 2021 foi bicampeã mundial nos 400 m e no revezamento 4x400 m no Campeonato Europeu de Atletismo em Pista Coberta, disputado em Torun, na Polônia. Mas seus resultados mais expressivos na carreira em termos de marcas vieram no mesmo ano nos 400 m c/ barreiras, quando venceu seis provas desta modalidade na Diamond League, uma delas em Estocolmo, onde se tornou a quarta atleta mais rápida da história, com a marca de 52.37. Ainda no primeiro semestre de 2021, ela quebrou por 12 vezes o recorde nacional holandês nos 400 m, nos 400 m c/ barreiras e no revezamento 4x400 m, em provas disputadas em pista coberta e ao ar livre.

### Tóquio 2020
Em Tóquio 2020, conquistou a medalha de bronze olímpica com a marca de 52.03, recorde europeu e então quarta melhor marca da história dos 400 metros com barreiras, numa prova em que a americana Sydney McLaughlin quebrou o recorde mundial.

### Ciclo olímpico
Em 2022, durante o primeiro semestre ela dominou a prova na Diamond League com vitórias nas etapas de Roma, Oslo e Estocolmo, e chegou a Eugene, EUA, para o Campeonato Mundial de Atletismo novamente como principal desafiante das americanas que a haviam vencido em Tóquio; McLaughlin – recordista mundial e campeã olímpica vigente – e Dalilah Muhammad – ex-recordista mundial, campeã mundial em Doha 2019 e campeã olímpica no Rio de Janeiro, as duas correndo em seu  país. Competiu primeiro no revezamento 4x400 m misto da Holanda, onde ajudou o time a conquistar a medalha de prata, no primeiro dia de competições. Bol correu como última integrante do time, recebendo o bastão em terceiro lugar a mais de 30 metros das líderes americana e dominicana, e chegou em segundo ultrapassando a corredora americana quase na linha de chegada, menos de 1 metro atrás da vencedora da República Dominicana. Uma semana depois, assistiu da pista, correndo, a americana Laughlin quebrar novamente o recorde mundial dos 400 m c/ barreiras mas desta chegou em segundo lugar, conquistando a medalha de prata e derrotando Muhammad, terceira colocada, fazendo a marca de 52.27.
Em agosto do mesmo ano, Bol tornou-se a primeira mulher a vencer os 400 m e os 400 m com barreiras durante o Campeonato Europeu de Atletismo em Munique. Em Budapeste 2023 conquistou seu primeiro título mundial na prova com barreiras, com o tempo de 51.70., depois de uma decepção no primeiro dia, quando caiu a poucos metros da chegada quando liderava o revezamento 4x400 m misto da Holanda. No último dia do Mundial, ela ganhou uma segunda medalha de ouro como ultima corredora do revezamento 4x400 m feminino holandês, vencendo praticamente sobre a linha de chegada depois de entrar na reta final em terceiro lugar, quase vinte metros atrás das líderes. 
Após os campeonatos mundiais, Bol venceu as corridas de 400 metros com barreiras na Galà dei Castelli em Bellinzona, no Memorial Van Damme em Bruxelas e no Prefontaine Classic em Eugene, estabelecendo recordes de meeting em todas as três ocasiões e se tornando a campeã da Diamond League de 2023 em 17 de setembro.
Em fevereiro de 2024 ela estabeleceu novo recorde mundial para os 400 m rasos indoor, ao vencer a prova no Campeonato Holandês de Atletismo em Pista Coberta em 49.24. Em julho, duas semanas antes dos Jogos de Paris 2024, ela se tornou a segunda mulher do mundo a correr os 400 m c/ barreiras abaixo de 51s, vencendo a prova em 50.95 em La Chaux-de-Fonds, na Suíça. 

### Paris 2024
Em Paris 2024, Bol conquistou sua primeira medalha de ouro em Jogos Olímpicos, integrando o revezamento 4x400 misto holandês. A equipe holandesa derrotou os favoritos norte-americanos que haviam quebrado o recorde mundial no dia anterior durante as eliminatórias; como última corredora e recebendo o bastão na 4ª posição, ultrapassou três adversárias na reta final, fechando a prova em 3:07.43, apenas dois centésimos de segundo superior ao recorde mundial estabelecido na véspera.
Na sua prova principal, os 400 m c/ barreiras, porém, Bol não conseguiu acompanhar  o ritmo inicial da campeã e recordista McLaughlin, forçou demais na primeira metade da prova e acabou apenas com a medalha de bronze em 52.15, uma marca mais lenta da que tinha conquistado também o bronze em Tóquio 2020. Na última prova disputada, os 4x400 m, fechou o revezamento que conquistou a medalha de prata em 3:19.50, novo recorde nacional holandês.
Em setembro, logo após os Jogos, conquistou o título da Diamond League 2024 vencendo a prova em 52.45 no Memorial Van Damme em Bruxelas, Bélgica.

## Melhores marcas pessoais

### Eventos individuais
| Tipo          | Evento                    | Tempo   | Local                    | Data                   | Recorde  | Notas                                         |
| ------------- | ------------------------- | ------- | ------------------------ | ---------------------- | -------- | --------------------------------------------- |
| Ar livre      | 100 metros                | 11.47   | Willemstad, Curaçao      | 28 de abril de 2024    |          | (Vento: -0.3 m/s)                             |
| Ar livre      | 150 metros                | 17.10   | Willemstad, Curaçao      | 28 de abril de 2024    |          | (Vento: -0.9 m/s)                             |
| Ar livre      | 200 metros                | 22.80   | Hengelo, Países Baixos   | 30 de junho de 2024    |          | (Vento: +1.9 m/s)                             |
| Ar livre      | 400 metros                | 49.44   | Munique, Alemanha        | 17 de agosto de 2022   | NU23R    |                                               |
| Ar livre      | 300 metros com barreiras  | 36.86   | Ostrava, República Checa | 31 de maio de 2022     | WB WU23B |                                               |
| Ar livre      | 400 metros com barreiras  | 50.95   | La Chaux-de-Fonds, Suíça | 14 de julho de 2024    | [ 23 ]   | Segunda mulher mais rápida de todos os tempos |
| Pista fechada | 60 metros                 | 7.73    | Apeldoorn, Países Baixos | 1 de fevereiro de 2020 |          |                                               |
| Pista fechada | Pista curta de 200 metros | 22.64   | Metz, França             | 3 de fevereiro de 2024 | [ 25 ]   |                                               |
| Pista fechada | Pista curta de 400 metros | 49.17   | Glasgow, Reino Unido     | 2 de março de 2024     | [ 26 ]   |                                               |
| Pista fechada | Pista curta de 500 metros | 1:05.63 | Boston, Estados Unidos   | 4 de fevereiro de 2023 | WB       |                                               |

### Eventos de equipe
| Tipo          | Evento                                        | Tempo   | Local                | Data                 | Recorde | Notas |
| ------------- | --------------------------------------------- | ------- | -------------------- | -------------------- | ------- | --- |
| Ar livre      | Revezamento 4×400 metros feminino             | 3:19.50 | Paris, França        | 10 de agosto de 2024 | [ 28 ]  | Juntou-se a Lieke Klaver, Cathelijn Peeters e Lisanne de Witte. O tempo parcial de Bol para o percurso foi 48.62.                                              |
| Ar livre      | Revezamento 4×400 metros misto                | 3:07.43 | Paris, França        | 3 de agosto de 2024  | [ 29 ]  | Segunda equipe nacional de todos os tempos. Juntou-se a Eugene Omalla, Lieke Klaver e Isaya Klein Ikkink. O tempo parcial de Bol para o percurso foi 48.00.    |
| Pista fechada | Revezamento 4×400 metros pista curta feminino | 3:25.07 | Glasgow, Reino Unido | 3 de março de 2024   | [ 32 ]  | Terceira equipe nacional de todos os tempos. Juntou-se a Lieke Klaver, Cathelijn Peeters e Lisanne de Witte. O tempo parcial de Bol para o percurso foi 50.54. |